# L'Gros Show
L'Gros Show est une série télévisée québécoise en 18 épisodes de 25 minutes créée par Mike Ward et Martin Perizzolo, et diffusée à partir du 4 mai 2005 sur MusiquePlus.

## Synopsis
L'Gros Show mélange la comédie et le faux documentaire par séquences en couleurs (comédie) et en noir et blanc (faux documentaire). Elle met en scène Poudy et Chabot, deux gars de la Rive-Sud de Montréal (Saint-Jean-sur-Richelieu, rue Chaussé), qui sont prisonniers des années 1980. Ils vivent dans le sous-sol de la mère de Poudy et passent leurs journées à faire de la air music et à boire. Leur entourage se compose souvent de gens comme eux, prisonniers du passé avec les coiffures et le style vestimentaire de l'époque. Malgré les apparences, leur vie est loin d’être ennuyeuse.

## Distribution

### Personnages principaux
- Mike Ward : Chabot
- Martin Perizzolo : Poudy
- Mario Bélanger : Mario Rock
- Alain Lavoie : Luc, le réalisateur (on ne le voit jamais mais c'est lui qui interview les personnages durant les "talking head")

### Personnages secondaires
- Marionnette : M. Clavet
- Marionnette : M. Aubry / Richard Blues
- Peter Bruggeman : L'chinese
- Jean-François Mercier : Le gars frustré
- Mary-Chantal Bertrand : La blonde du gars frustré
- Dominic Paquet : Jean-Marie Shabo / Johnny Jazz
- Richard Lalancette : L'gérant
- Jean-Claude Gélinas : Réjean de Terrebonne
- Pierre Prince : Couillard
- Dave Ouellet : Lamotte
- Danielle Fichaud : Madame Poudrier
- Jean-Claude Gélinas : Boum Desgagné
- Gilles Guindon : Private Eye

### Personnages épisodiques de la saison 1
- Michel Bertrand : Rocket Bertrand (La légende de Rocket)
- Guylaine Guay : Gurda Giroux (La légende de Rocket)
- André Perron : Didier Shabo (Héritage)
- Ève Aubert : Cindy (Blonde)
- Nicolas Pouliot : Nicolas (Blonde)
- Danny Manny : Le gars de Columbia #1 (Contrat de disques)
- Martin Félip : Le gars de Columbia #2 (Contrat de disques)
- Denis Talbot : lui-même (Solidrock)
- Paul Sarrasin : lui-même (Solidrock)

### Personnages épisodiques de la saison 2
- Patrick Tremblay : Commis du Madrid (Le mariage)
- Dave Ouellet : Lamotte (Le mariage)
- Mario Bélanger : Pute Rock (Pute)
- Patrick Groulx : Patenaude (Le Père Aubé)
- Jean-François Aubé : Le père Aubé (Le Père Aubé)
- Bruno Landry : Le Maire (L'élection)
- Louis-José Houde : Rick (Les gars de Laval)
- Patrick Guay : Steeve (Les gars de Laval)
- Mario Bélanger : Mario Dance (Les gars de Laval)
- Mario Bélanger : Mario Vidange (Les gars de Montréal)
- Yann Perreau : Elvis Story (Elvis Story)
- Francis Cloutier : Michel Latendresse (Le plus gros chin)
- Daniel Grenier : Tommy Taillon (Le plus gros chin)
- Catherine Planet : La Fradette (Le plus gros chin)
- Jean-Michel Dufaux : Carlo Néron (On fait de la pub)
- Martin Petit : M. Rochon (Le déménagement)
- Dominic Sillon : Tino (Le déménagement)
- Martin Cloutier : Tony (Le déménagement)
- Guy Bernier : Gaétan (Le déménagement)

## Épisodes

### Première saison
1. Le Chat
2. L'École de la vie
3. La Légende de Rocket
4. Héritage
5. Blonde
6. Défrustré
7. Contrat de disque
8. Solidrok

### Deuxième saison
1. Le Mariage
2. Pute Rock
3. Le Père Aubé
4. L'Élection
5. La Secte
6. Les Gars de Laval
7. Elvis Story
8. Le plus gros Tchin
9. On fait de la pub
10. Le Déménagement

## Production
L'idée de cette série vient d'un personnage, nommé Chabot, que l'humoriste Mike Ward a inventé dans l'émission Canal des Nouvelles Modifiées (CNM) en 2000. Le personnage a été repris dans le Mike Ward Show en 2004, accompagné de Poudy un personnage interprété par Martin Perizzolo.
Les capsules mettant en vedette les deux personnages connaissent un si grand succès que MusiquePlus offre aux deux humoristes de donner une émission entière à Poudy et Chabot. À Pâques 2005 un spécial d'une heure appelé Solidrok (le concept du programme étant de ramener la défunte émission animée par Paul Sarrasin) fait grande première et obtient un succès à travers les jeunes de 13 à 21 ans malgré les références aux années 80 emmenées dans le spécial. La première saison voit le jour le 4 mai 2005 en avant-première (pour tester les cotes d'écoute) et le lendemain en grande première. L'émission maintient sa popularité et une saison de huit épisodes est diffusée. La série a duré deux saisons, la deuxième saison a vu des collaborateurs d'envergure tel que Louis-José Houde, Patrick Groulx et Martin Petit.

## Expressions typiques
L'gros show peut aussi se vanter d'avoir popularisé auprès des jeunes de nouvelles expressions dont celles-ci :
- Une Gurda, voulant dire : une fille
- Un shaft, voulant dire : un pénis
- Être shafté, voulant dire : avoir un gros pénis
- Eye el gros, voulant dire : Salut mec
- Quouate?! un mélange entre "quoi" et "what" signifiant "quoi?!" de manière surprise.